# Live (album, Roxy Music)
Live je koncertní dvojalbum anglické rockové skupiny Roxy Music. Vydáno bylo 3. června roku 2003 společností Eagle Records a obsahuje nahrávky pořízené během reunionového turné skupiny v roce 2001. Nahrávky pochází z řady koncertů na čtyřech kontinentech: Evropě, Severní Americe, Asii a Austrálii. Na záznamu se nachází písně ze všech studiových alb kapely. Album mixoval Bob Clearmountain a mastering provedl Bob Ludwig. Spolu se členy kapely jej produkoval dlouholetý spolupracovník Rhett Davies.

## Seznam skladeb
| Disk 1 | Disk 1                                                 | Disk 1                | Disk 1                   | Disk 1 |
| Pořadí | Název                                                  | Autor                 | Původní album            | Délka  |
| ------ | ------------------------------------------------------ | --------------------- | ------------------------ | ------ |
| 1.     | Re-Make/Re-Model (2001-07-29; Detroit)                 | Bryan Ferry           | Roxy Music (1972)        | 4:28   |
| 2.     | Street Life (2001-09-19; Hamburk)                      | Ferry                 | Stranded (1973)          | 2:28   |
| 3.     | Ladytron (2001-09-24; Milán)                           | Ferry                 | Roxy Music (1972)        | 5:02   |
| 4.     | While My Heart Is Still Beating (2001-09-29; Glasgow)  | Ferry, Andy Mackay    | Avalon (1982)            | 4:50   |
| 5.     | Out of the Blue (2001-09-28; Manchester)               | Ferry, Phil Manzanera | Country Life (1974)      | 4:21   |
| 6.     | A Song for Europe (2001-08-19; Perth)                  | Ferry, Mackay         | Stranded (1973)          | 8:09   |
| 7.     | My Only Love (2001-09-22; Stuttgart)                   | Ferry                 | Flesh + Blood (1980)     | 8:25   |
| 8.     | In Every Dream Home a Heartache (2001-09-14; Antverpy) | Ferry                 | For Your Pleasure (1973) | 6:18   |
| 9.     | Oh Yeah (2001-07-29; Detroit)                          | Ferry                 | Flesh + Blood (1980)     | 4:21   |
| 10.    | Both Ends Burning (2001-09-24; Milán)                  | Ferry                 | Siren (1975)             | 6:06   |
| 11.    | Tara (2001-07-16; Toronto)                             | Ferry, Mackay         | Avalon (1982)            | 3:27   |

| Disk 2 | Disk 2                                         | Disk 2        | Disk 2                   | Disk 2 |
| Pořadí | Název                                          | Autor         | Původní album            | Délka  |
| ------ | ---------------------------------------------- | ------------- | ------------------------ | ------ |
| 1.     | More Than This (2001-09-07; Tokio)             | Ferry         | Avalon (1982)            | 3:55   |
| 2.     | If There Is Something (2001-06-17; Birmingham) | Ferry         | Roxy Music (1972)        | 5:54   |
| 3.     | Mother of Pearl (2001-09-26; Vídeň)            | Ferry         | Stranded (1973)          | 6:10   |
| 4.     | Avalon (2001-10-02; Londýn)                    | Ferry         | Avalon (1982)            | 4:20   |
| 5.     | Dance Away (2001-08-17; Adelaide)              | Ferry         | Manifesto (1979)         | 3:51   |
| 6.     | Jealous Guy (2001-06-17; Birmingham)           | John Lennon   | singl (1981)             | 5:25   |
| 7.     | Editions of You (2001-08-19; Perth)            | Ferry         | For Your Pleasure (1973) | 3:47   |
| 8.     | Virginia Plain (2001-09-22; Stuttgart)         | Ferry         | Roxy Music (1972)        | 3:01   |
| 9.     | Love Is the Drug (2001-08-19; Perth)           | Ferry, Mackay | Siren (1975)             | 3:48   |
| 10.    | Do the Strand (2001-08-03; Vancouver)          | Ferry         | For Your Pleasure (1973) | 3:50   |
| 11.    | For Your Pleasure (2001-08-17; Adelaide)       | Ferry         | For Your Pleasure (1973) | 6:41   |

## Obsazení
Roxy Music
- Bryan Ferry – zpěv, klavír
- Andy Mackay – saxofon, hoboj
- Phil Manzanera – kytara
- Paul Thompson – bicí

Ostatní hudebníci
- Chris Spedding – kytara
- Colin Good – klavír
- Zev Katz – baskytara
- Lucy Wilkins – housle, perkuse
- Julia Thornton – perkuse, klávesy
- Sarah Brown – doprovodné vokály
- Yanick Etienne – doprovodné vokály
- Michelle John – doprovodné vokály
- Sharon White – doprovodné vokály